# Molkówka

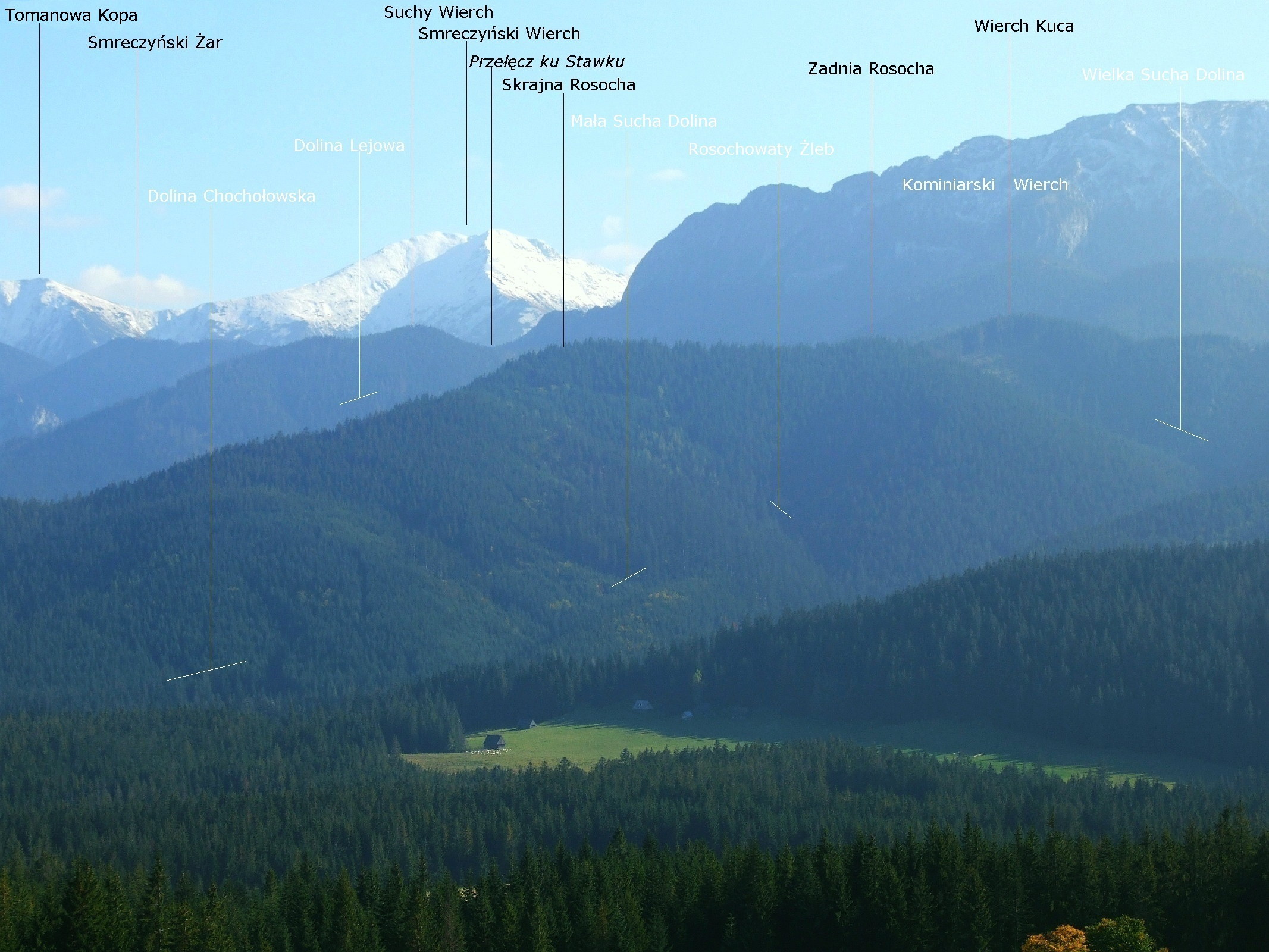
Widok z polany Koszarzyska

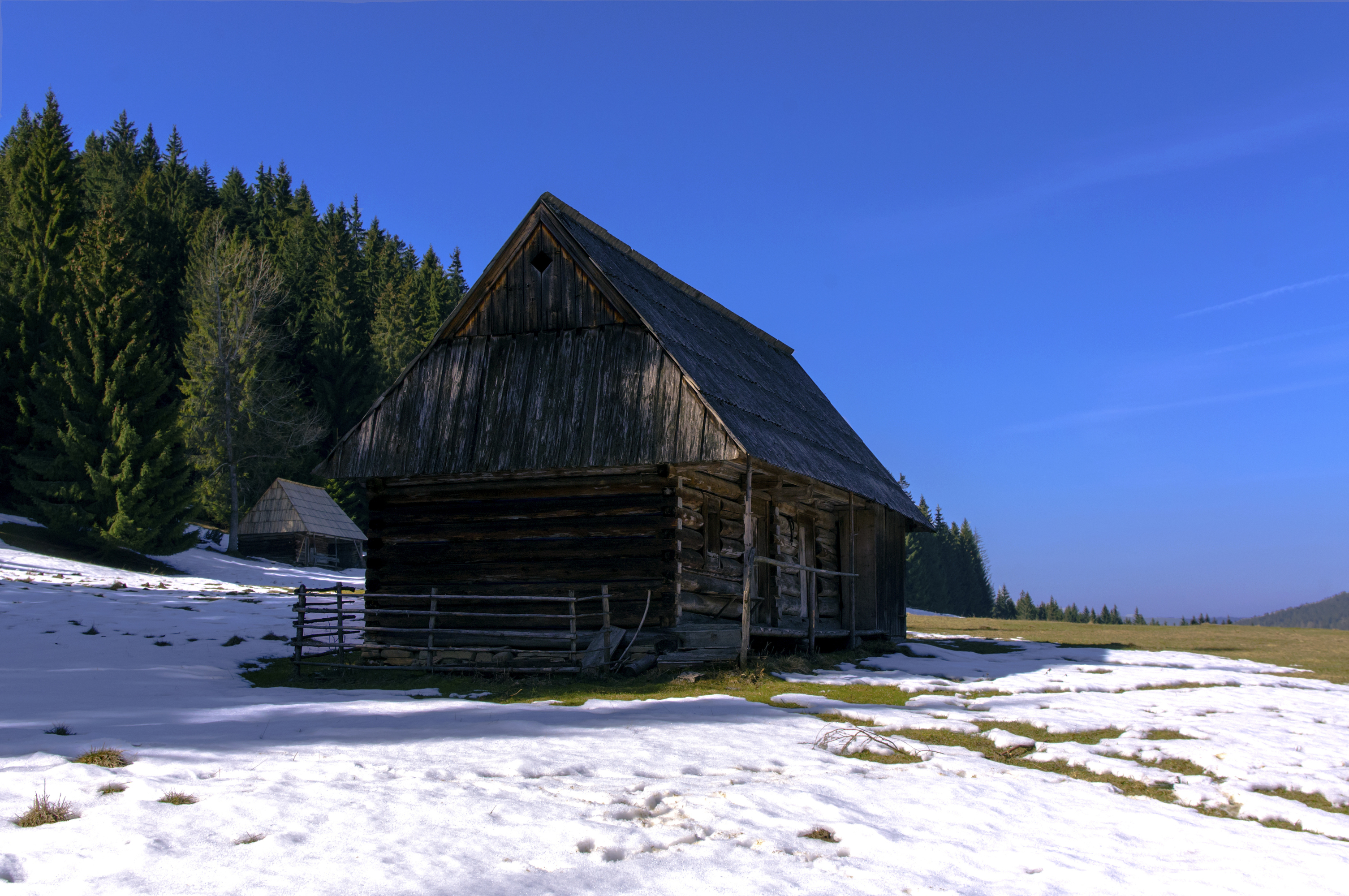
Szałasy na Molkówce

Molkówka – polana reglowa położona na wysokości m, w odległości ok. 300 m na południowy zachód od górnego końca Siwej Polany, po zachodniej stronie potoku Siwa Woda. Zajmuje obszar między płaską i rozległą przełęczą Brama Orawska, której najniższy punkt leży ok. 100 m na północ od polany oraz podnóżami Tatr Zachodnich. Pod względem geograficznym przynależy do Tatr, znajduje się bowiem na niskim wale kończącym północną grań Wołowca, poniżej Siwiańskich Turni.
Wschodnim skrajem polany biegnie Wielki Europejski Dział Wodny. Mający na polanie swoje źródła potok Cicha Woda Orawska znajduje się w zlewni Morza Czarnego i spływa na zachód przez Dolinę Cichą Orawską. Z kolei cieki wodne ze wschodniego skraju polany zasilają Siwą Wodę i Przybylankę; obydwa uchodzą do Czarnego Dunajca i znajdują się w zlewni Bałtyku. Granica państwowa na tym odcinku nie pokrywa się z tym działem, lecz przebiega zachodnim skrajem polany. Tym samym polana znajduje się całkowicie na terytorium Polski, choć znajduje się po zachodniej stronie wododziału, w górnej części Doliny Cichej Orawskiej, która prawie w całości leży na Słowacji.
Zachowały się dokumenty o przynależności tej polany w 1706 do mieszkańców Czarnego Dunajca, a jej nazwa pochodzi od nazwiska Molek, mieszkańca wsi Czarny Dunajec, który był jednym z właścicieli polany. Polana jednak użytkowana była zapewne już dużo wcześniej. Z badań przeprowadzonych ok. 1958 przez Wandę Koperową metodą analizy pyłkowej wynika, że ok. 500 lat p.n.e. na polanie lub w jej okolicy żyli ludzie.
Polana leży poza obszarem Tatrzańskiego Parku Narodowego (ale na jego obrzeżach) i nadal jest użytkowana gospodarczo. Znajduje się na niej kilka szałasów i szop. Aby poprawić jej użyteczność (była podmokła), przeprowadzono meliorację, w wyniku której zniszczone zostało jedyne w Tatrach stanowisko skalnicy torfowiskowej. Nadal występują tutaj na niżu pospolite, ale rzadkie w polskich Karpatach gatunki roślin: bagno zwyczajne, czermień błotna, turzyca skąpokwiatowa i siedmiopalecznik błotny.
Przez polanę nie prowadzi szlak turystyczny, można na nią jednak dość drogami gruntowymi z Witowa lub z Siwej Polany. Dawniej przez Molkówkę wędrowali polscy turyści z Zakopanego, którzy dalej drogą wiodącą dnem Doliny Cichej, zarówno pieszo, jak i furmankami wędrowali do Orawic lub na Osobitą. Po II wojnie światowej granica państwowa uniemożliwiła to.